# Преспанско-Пелагонийска епархия
Преспанско-Пелагонийската епархия (на македонска литературна норма: Преспанско-пелагониска епархија) е една от епархиите на Македонската православна църква, разположена в югозападната част на Северна Македония на територията на историко-географските области Преспа и Пелагония. В нея влизат градовете Битоля, Прилеп, Ресен, Демир Хисар и Крушево. Управлява се от митрополит Петър Преспанско-Пелагонийски. Катедрален храм на епархията е „Свети Димитър“ в Битоля.

## История
Първо споменаване на Пелагонийската епархия е от 1018 година в грамотите на Василий II. В епархията влизат Велес и Прилеп. Около 1600 година битолският епископ носи титлата пелагонийски и прилепски, а по-късно само пелагонийски.
В XVI век Преспанска епархия става самостоятелна епископия. Неин пръв епископ е Агапий от 1528 до 1529 г.
Митрополит Давид Прилепски е споменат в 1454 – 1455 година в надписа в църквата „Свети Илия“ в Долгаец и в 1467 – 1468 в обширните дефтери за Прилепска каза. Прилепски митрополит Йосиф е споменат на икони в манастира Трескавец, като обновител на манастира в 1652 и 1657 г.
В 1913 година с установяването на сръбската власт и прогонването на патриаршеските и екзархийските митрополити, Битолска епархия се управлява от Варнава Дебърски и Велешки. По време на Първата световна война и българската окупация епархията е управлявана от стария екзархийски владика Авксентий Пелагонийски, който в 1916 година мести седалището в Прилеп, тъй като Битоля пада в ръцете на Антантата. След войната епархията отново се управлява от Сръбската православна църква. В 1922 година се сдобива с първия си редовен епископ Йосиф Цвийович. В 1931 година към нея е присъединена Охридската епархия и е формирана Охридско-Битолска епархия с център в Битоля, като катедрата е поета от дотогавашния митрополит Николай Охридски до смъртта му в 1931 г. Митрополит в 1938 - 1939 е Платон, а после епархията е управлявана от Викентий Злетовско-струмишки (1940 – 1941).
След разгрома на Югославия от Германия през пролетта на 1941 година, Българската екзархия възстановява своя диоцез в анексираните от България части от Вардарска и Егейска Македония и в Западна Тракия. Временното управление на Охридско-Битолската епархия е връчено на митрополит Филарет Ловчански с помощник епископ Панарет Брегалнишки.
В 1958 година при самопрогласяването на автокефалността на Македонската православна църква, като пръв епископ на тази епархия е избран Климент (Никола Трайковски), родом от Битоля. Името на епархията в този период е Преспанско-Битолска. В 1974 година, с арондацията на епархиите на Македонската православна църква името на епархията е върнато на Охридско-Битолска. След смъртта на епископ Климент в 1979 година, за администратор на епархията е назначен митрополит Гаврил Повардарски. В 1981 година за архиерей на епархията е избран митрополит Петър. При приемането на новия Устав на Македонската православна църква в 1994 година епархията е преименувана на Преспанско-Пелагонийска.
Преспанско-пелагонийска епархия от 2002 до 2023 година е и епархия на каноничната православна църква на територията на Северна Македония – Православната охридска архиепископия под временното управлението на митрополит Марко Брегалнишки.
На 20 юни 2023 година територията на Крушевско-Демирхисарското архиерейско наместничество е откъсната от Преспанско-Пелагонийска епархия и е оформена като Крушевско-Демирхисарска епархия.

## Архиерейски наместничества и парохии (енории)
Преспанско-пелагонийската епархия има 4 архиерейски наместничества и 39 парохии.
Битолско архиерейско наместничество
- Първа битолска парохия
- Втора битолска парохи
- Трета битолска парохия
- Четвърта битолска парохия
- Пета битолска парохия
- Шеста битолска парохия
- Беранечка парохия
- Бистричка парохия
- Буковска парохия
- Добрушевско-Дедебалска парохия
- Иваневска парохия
- Краварско-Бачка парохия
- Лисолайска парохия
- Могилска парохия
- Новачка парохия
- Старавинска парохия
- Шестнадесета приградска парохия
- Седемнадесета приградска парохия

Прилепско архиерейско наместничество
- Първа прилепска парохия
- Втора прилепска парохия
- Обършанска парохия
- Варошка парохия
- Малоконярска парохия
- Ропотовска парохия
- Тополчанска парохия
- Плетварско-Беловодичка парохия
- Долненско-Секирска парохия
- Прилепецко-Витолищка парохия

Ресенско архиерейско наместничество
- Първа ресенска парохия
- Втора ресенска парохия
- Трета ресенска парохия
- Янковска парохия
- Подмочанско-Любойнска парохия

## Манастири
Известни манастири в епархията са:
- „Свети Архангел Михаил“, Варош, Прилеп
- „Свето Преображение Господне“, село Зързе, Прилепско
- „Успение на Пресвета Богородица“, Трескавец, Прилепско
- Янковският манастир „Успение на Пресвета Богородица“, село Янковец, Ресенско
- „Рождество на Пресвета Богородица“, село Сливница, Преспа
- Чебренски манастир „Свети Димитър“, село Зовик, Мариово

## Епископи
Преспански епископи и митрополити
| Име             | Име       | Години               |
| --------------- | --------- | -------------------- |
| Агапий          | Αγάπιος   | 1528 – 1529          |
| Матей           | Ματθαίος  | 1607 – 1614          |
| Захарий Цигарас | Ζαχαρίας  | началото на XVII век |
| Арсений         | Αρσένιος  | ? – 1668             |
| Теофан          | Θεοφάνης  | 1671 – 1685          |
| Партений        | Παρθένιος | 1685 – ?             |
| Йоасаф          | Ἰωάσαφ    | ? – 1709             |
| Паисий          | Παίσιος   | 1709 – 1730          |
| Доситей         | Δοσίθεος  | 1730 – 1740          |
| Паисий          | Παίσιος   | споменат 1743        |
| Партений        | Παρθένιος | скоро след Паисий    |
| Исая            | Ησαΐας    | 1771 - 1776          |

Пелагонийски епископи на Охридската архиепископия
| Име                    | Име        | Години |
| ---------------------- | ---------- | --- |
| Митрофан               | Μητροφάνης | 1528 или 1529 и в 1532 |
| Йоасаф                 | Ιωάσαφ     | в 1579/80 |
| Григорий               | Γρηγόριος  | XVI век, превежда Дамаскин Студит |
| Йеремия                | Ιερεμίας   | 1585 – около 1596 |
| Стефан                 | Στέφανος   | споменат от монаха Спиридон, който на 26 май 1600 година преписва миней за потреба на храма „Свети Никола“ в битолския манастир Градище |
| Павел                  | Παύλος     | споменат в негов антиминс от 1616 г., осветен за храма „Света Богородица“                                                               |
| Данаил, син на Ангелко |            | споменат в сиджили от 1623 г. като гарант на заем на охридския архиепископ Порфирий                                                     |
| Дамаскин               | Δαμασκηνός | подписал грамотата на архиепископ Аврамий отъ 1631 г., споменат от архиепископ Аврамий в 1634 г.                                        |
| Йосиф                  | Ιωσήφ      | наречен прилепски митрополит в бележка на една икона в манастира Трескавец от 1657 г.                                                   |
| Игнатий                | Ιγνάτιος   | в 1668 г. участвал в събора против еретика йеромонах Герасим                                                                            |
| Григорий               | Γρηγόριος  | след 1675 – 15 октомври 1679 |
| Митрофан               | Μητροφάνης | 15 октомври 1679 – ? |
| Григорий               | Γρηγόριος  | 1688 – 1695 |
| Игнатий                | Ιγνάτιος   | в 1691 |
| Яков                   | Ιάκωβος    | в 1699, в 1709, митрополит |
| Йосиф                  | Ἰωσὴφ      | 1714 – 1755, митрополит |
| Григорий               | Γρηγόριος  | в 1749 |
| Неофит                 | Νεόφυτος   | в 1755 – 1756 |
| Арсений                | Αρσένιος   | 1763 – 1767 |

Пелагонийски митрополити на Цариградската патриаршия
| Име                    | Име                       | Години                                |
| ---------------------- | ------------------------- | ------------------------------------- |
| Натанаил Пелагонийски  | Ναθαναήλ                  | 11 юли 1767 – 1770                    |
| Симеон Пелагонийски    | Συμεών                    | 1771 – 7 февруари 1783                |
| Мелетий Пелагонийски   | Μελέτιος                  | 1783 – 1795                           |
| Нектарий Пелагонийски  | Νεκτάριος                 | споменат в 1794 г. и през юни 1803 г. |
| Йосиф Пелагонийски     | Ἰωσὴφ                     | 1823 – 1825                           |
| Григорий Пелагонийски  | Γρηγόριος                 | 1825 – 1833                           |
| Герасим Дзермиас       | Γεράσιμος Τζερμιάς        | 1833 – 1840                           |
| Герасим Пурнарас       | Γεράσιμος Πουρνάρας       | 1840 – 1853                           |
| Венедикт Византийски   | Βενέδικτος                | 1853 – 1869                           |
| Партений Пелагонийски  | Παρθένιος                 | 1869 – 1876                           |
| Матей Петридис         | Ματθαίος Πετρίδης         | 1876 – 1887                           |
| Неофит Папаконстантину | Νεόφυτος Παπακωνσταντίνου | 1887 – 1891                           |
| Александър Ригопулос   | Αλέξανδρος Ρηγόπουλος     | 1891 – 1895                           |
| Козма Евморфопулос     | Κοσμάς Εύμορφόπουλος      | 1895 – 1899                           |
| Амвросий Ставринос     | Αμβρόσιος Σταυρινός       | 1899 – 1903                           |
| Йоаким Форопулос       | Ιωακείμ Φορόπουλος        | 1903 – 1909                           |
| Василий Георгиадис     | Βασίλειος Γεωργιάδης      | 1909 – 1910                           |
| Стефан Даниилидис      | Στέφανος Δανιηλίδης       | 1910 – 1912                           |
| Хрисостом Кавуридис    | Χρυσόστομος Καβουρίδης    | 1912 – 1913                           |

Пелагонийски митрополити на Българската екзархия
| Име                    | Години                   |
| ---------------------- | ------------------------ |
| Евстатий Пелагонийски  | 1872                     |
| Григорий Пелагонийски  | 1897 – 1906              |
| Авксентий Пелагонийски | 1906 – 1913, 1915 – 1918 |

Битолски епископи на Сръбската православна църква
| Име                                     | Име     | Години      |
| --------------------------------------- | ------- | ----------- |
| Варнава Дебърско-Велешки, администратор | Варнава | 1913 – 1922 |
| Йосиф Цвийович                          | Јосиф   | 1922 – 1931 |

Охридско-битолски епископи на Сръбската православна църква
| Име                                | Име                | Години      |
| ---------------------------------- | ------------------ | ----------- |
| Николай Велимирович                | Николај            | 1931 – 1936 |
| Николай Велимирович, администратор | Николај            | 1936 – 1938 |
| Платон Охридско-Битолски           | Платон             | 1938 – 1939 |
| Викентий Проданов, администратор   | Викентије Проданов | 1940 – 1941 |

Преспанско-битолски, от 1974 г. охридско-битолски, от 1994 г. преспанско-пелагонийски митрополити на Македонската православна църква
| Име     | Име     | Години      |
| ------- | ------- | ----------- |
| Климент | Климент | 1959 – 1979 |
| Петър   | Петар   | 1981 –      |